# Bangalala
Bangalala ist ein Verwaltungsbezirk (Ward) des Distrikts Same in der tansanischen Region Kilimandscharo.

## Geografie
Bangalala liegt im Nordosten von Tansania, im Westen des Südlichen Pare-Gebirges und rund 110 Kilometer Luftlinie südöstlich der Regionshauptstadt Moshi. Der Bezirk liegt im Einzugsgebiet des Flusses Makanya. Jährlich regnet es 500 bis 600 Millimeter, die Niederschläge fallen in zwei Regenzeiten aber unregelmäßig.
Der Bezirk grenzt im Norden an Stesheni und Mwembe, im Nordosten an Vudee, im Osten an Chome, Tae und Suji, im Süden an Gavao-Saweni und Mabilioni und im Westen an Ruvu. Bei der Volkszählung 2022 lebten 4607 Menschen in 1007 Haushalten auf einer Fläche von 230 Quadratkilometern.

## Gliederung
Der Bezirk besteht aus zwei Gemeinden (Mtaa) mit 15 Orten (Kitongoji):
| Mbangalala - Kinyang’a - Mghungani - Makoreni - Kirinjiko Juu - Mkunguru - Mazameli - Mkonga - Makei - Kinyangusi - Kirinjiko Chini | Mkanyeni - Mchikatu - Msanga - Kwandugu - Mkanyeni - Kwanyungu |

## Wirtschaft und Infrastruktur
- Landwirtschaft: Auf den Äckern werden hauptsächlich Mais und Bohnen, bei Bewässerungskanälen auch Gemüse angebaut. Die großen Buschlandflächen dienen als Weideland.[4]
- Bildung: Die staatliche Bangalala Secondary School ist die einzige weiterbildende Schule.[9] Sie bildet Mädchen und Burschen bis zur 4. Stufe aus.[10]
- Gesundheit: In Bangalala befindet sich eine staatliche Apotheke.[11]